# Teófilo del Valle
Teófilo del Valle Pérez (Silleda, 1 de febrero de 1956-Elda, 24 de febrero de 1976) fue un joven oficinista residente en Elda, asesinado por disparos de la Policía Armada durante una huelga del calzado. Ha sido considerado la primera víctima de violencia política de la Transición española.

## Biografía
Tras su muerte se llevó a cabo una huelga general en las comarcas del Vinalopó y a su entierro asistieron más de 20.000 personas. Se creó una comisión ciudadana exigiendo responsabilidades que fue ignorada por las autoridades.
La localidad vecina de Petrel nombró el Parque Teófilo del Valle en conmemoración. En 2016 los Ayuntamientos de Elda y Petrel realizaron un acto de conmemoración de su muerte en dicho parque.
En 2012, Izquierda Unida presentó una moción en el Ayuntamiento de Elda para que se asignase una calle a Teófilo del Valle. Esta moción fue rechazada por el Partido Popular. En 2016, Izquierda Unida anunció la asignación de un espacio público con su nombre. Finalmente, el 24 de febrero de 2019 el Ayuntamiento de Elda inauguró la Plaza Teófilo del Valle Pérez con una placa conmemorativa.
En 2024 se estrenó el documental Las tres muertes de Teófilo del Valle, dirigido por Manuel de Juan, que realizaba una investigación en profundidad del caso. Ese año la familia de Teófilo presentó una nueva querella por su asesinato, que por primera vez motivó el inicio de una investigación por crímenes de lesa humanidad contra el exministro Rodolfo Martín Villa y el policía autor de los disparos.